# 科尼亞會議和體育中心
科尼亞會議和體育中心 (土耳其語：Karatay Kongre ve Spor Merkezi)是一座位於土耳其科尼亞卡拉泰的綜合室內體育館。
會議和體育中心位於卡拉泰Fetih社區。由區政府興建，於2013年12月17日啟用。它由市政府所有，主要用於排球賽事。中心可容納10,000人。
2021年伊斯蘭團結運動會排球和空手道比賽都於此舉行。3x3籃球比賽在中心前的球場舉行。